# Оптоелектронна плетизмография
Оптоелектронната плетизмография (на английски: Optoelectronic plethysmography) е неинвазивен метод за улавяне на движение за измерване на движенията на гръдната стена и оценка на обема на белите дробове.
През 80-те години на XX век, учените, като Пелсин, полагат основополагащи изследвания върху белодробната вентилация и дихателните структури и тяхното поведение с гръдния кош. Истинският технологичен пробив се случва през 1990 г. с изобретението на италианския учен Педоти, който пръв използва система, анализираща движението на дихателните процеси, чрез фоторефлекторни клетки.
Методът официално е представен от Андреа Аливерти и други учени от Политехнически университет Милано през 2003 година.
Последните разработки на опто-електронната плетизмография позволяват неинвазивно и точно измерване на обема на гръдната стена и различните ѝ торако-коремни отделения, без калибриране, специфично за обекта, който се анализира.